# Adam Czwójdziński

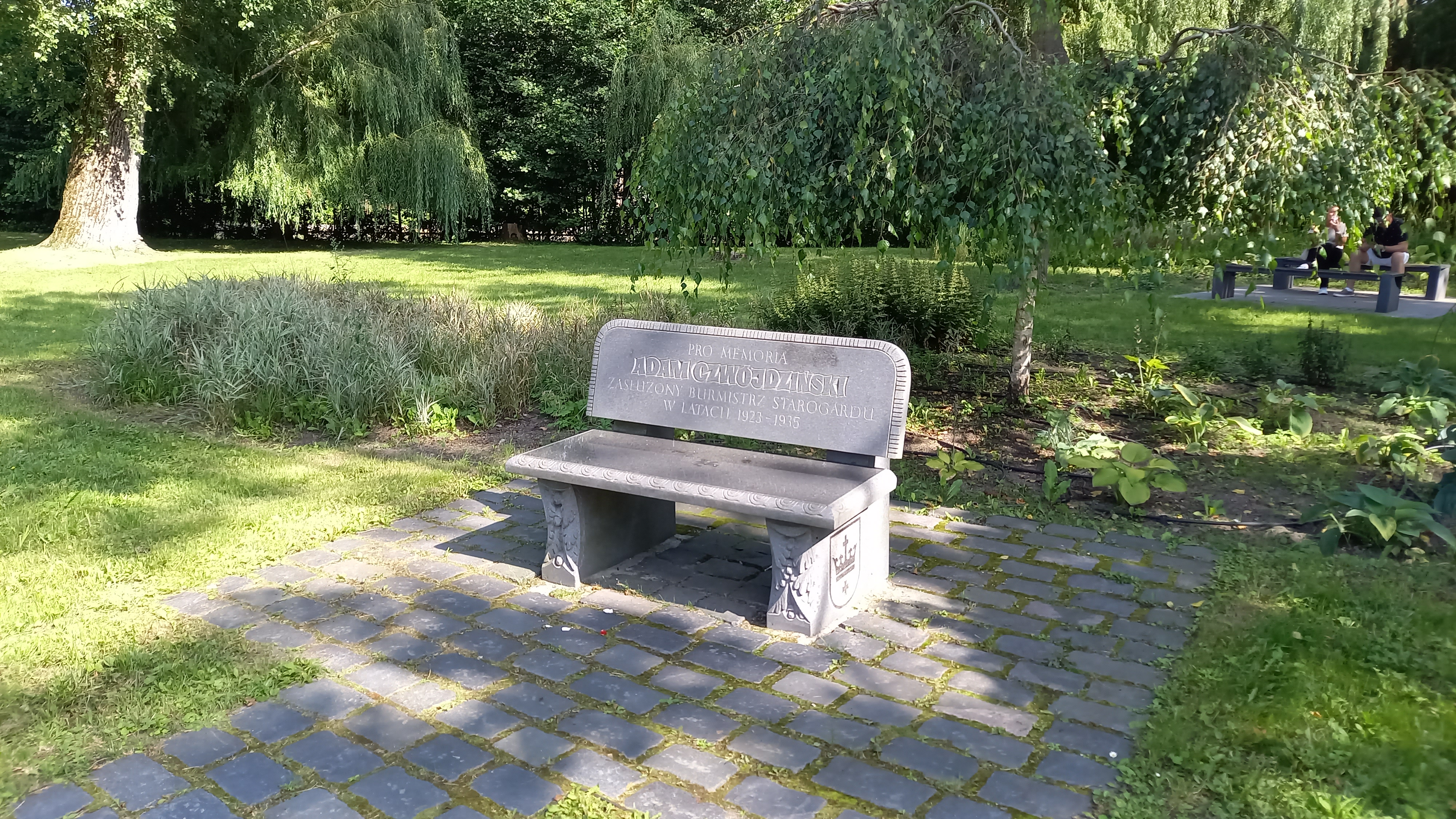
Pamiątkowa ławeczka ku czci Adama Czwójdzińskiego w Starogardzie Gdańskim, w parku miejskim

Adam Czwójdziński (ur. 7 grudnia 1878 roku w Gostyniu, zm. 24 lutego 1962 roku w Poznaniu) – burmistrz Starogardu Gdańskiego w latach 1923 - 1935.
Pochodził z rodziny szewca. Ukończył szkołę elementarną. W 1893 rozpoczął pracę jako urzędnik miejski. Od 1904 roku był kontrolerem Kasy Oszczędności, a następnie kamlarzem kasy. W czasie I wojny światowej był zastępcą sekretarza magistrackiego.
W czasach zaboru prowadził działalność propolską wśród młodzieży. Po wojnie startował w wyborach burmistrza w Gostyniu, lecz wybory przegrał (jednym głosem). Po tym przeniósł się do Starogardu  i w 1920 roku został dyrektorem Miejskiej Kasy Oszczędności. Oprócz tego był nauczycielem w szkole dokształcającej, gdzie uczył przedmiotów handlowych i finansowych.
We wrześniu 1922 roku Rada Miejska wybrała go na burmistrza Starogardu. Po zatwierdzeniu przez Ministra Spraw Wewnętrznych, objął stanowisko 8 marca 1923. 
Burmistrzem pozostał do 1935 roku, kiedy po wygranych wyborach nie został zatwierdzony przez wojewodę pomorskiego. W 1935 opuścił Starogard i wrócił w rodzinne strony. W 1940 roku Niemcy przesiedlili go z rodziną do Brzozówki. 
W kwietniu 1942 roku został wiceburmistrzem Białej Podlaskiej. W lutym 1945 powrócił do Gostynia.  
Zmarł w Poznaniu 24 lutego 1962 roku. Pochowany został na cmentarzu junikowskim. 

## Rodzina
Był synem szewca Józefa Czwójdzińskiego i jego żony Franciszki (z domu Majcherkiewicz). Miał pięcioro rodzeństwa.
W 1920 roku ożenił się z Marią Krzykowską (1896-1982). Mieli córkę Aleksandrę (ur. 1922).

## Narody i upamiętnienie
Odznaczony był Złotym Krzyżem Zasługi (w 1932) oraz Odznaką honorowa „Za ofiarną pracę”. 
W 2006 roku w parku miejskim w Starogardzie Gdańskim ustawiono pamiątkową ławeczkę z napisem Pro memoria - Adam Czwójdziński, zasłużony burmistrz Starogardu 1923-1935.